# William Kanengiser
William Kanengiser (Orange, 22 de julho de 1959) é um guitarrista clássico estadunidense. Ele é um dos membros fundadores do Los Angeles Guitar Quartet (LAGQ).
Ele é bacharel em música e mestre em música pela Thornton School of Music da University of Southern California, onde também atua como membro do corpo docente.
Kanengiser ganhou o Grammy Awards com o Los Angeles Guitar Quartet, que recebeu o prêmio de melhor álbum de crossover clássico no 47º Grammy Awards pelo álbum Guitar Heroes; ele também ganhou por sua contribuição para a performance da Orquestra Sinfônica de Atlanta da peça Ainadamar: Fountain Of Tears, de Osvaldo Golijov, na categoria Melhor Gravação de Ópera em 2007.